# Castillo de Punicastro
Punicastro es un antiguo castillo que estaba situado en la Sierra de Codés Navarra (España). Apenas quedan evidencias.
En la sierra de Codés hubo al menos dos castillos documentados: El de Alcázar, documentado en el siglo XI y abandonado a mediados del siglo XIII y el de Punicastro, documentado desde el siglo X-XI y abandonado en el XV. A día de hoy, y a pesar de que en las peñas de Costalera y en la Concepcción-Malpica- muestran algunos restos y trabajo en la peña, es difícil conocer su ubicación exacta. Según anota Iñaki Sagredo en las obras realizadas en el de Punicastro se anota que había una parte que miraba la valle de Lana y que otra parte miraba a la Berrueza. En particular algunos elementos como la puerta falsa y una pequeña torre, pero también que el vino y la madera lo transportaban desde Torralba y las tejas desde Nazar. 
Respecto al castillo de Alcázar aún hay menos datos. Debía situarse en Navarra, pues en el año 1337 los vecinos de Santa Cruz de Campezo quisieron ocuparlo para reconstruirlo y que pudiera servirles de defensa, pero debió quedar en nada el intento.
Recogiendo datos del trabajo de Iñaki Sagredo Navarra. Castillos que defendieron el reino V, el castillo de Punicastro se documenta como tenencia en el siglo XI, durante el reinado de García el de Nájera (1035-1054), nombrándose al tenente Fortún Sánchez como responsable en "Penna Punicastri", posteriormente se situará dentro de la Merindad de Estella a mediados del siglo XIII, donde ya será cotidiano los datos sobre nombramientos de alcaides, obras y suministros. Su abandono se sitúa hacia finales del siglo XV, posterior a su último alcaide documentado: Fortuño de Toledo. Su guarnición habitual era de 10 hombres y a cada uno le era asignado una cantidad económica y de trigo equivalente a 5 cahíces de trigo anuales. Del castillo apenas quedan evidencias, solo unos restos de muros que sufren los efectos de la erosión (Iñaki Sagredo, tomo V. Colección Navarra. Castillos que defendieron el reino ed. Pamiela. 2015)